# Meje
 Ovo je glavno značenje pojma Meje. Za naselje u općini Cirkulane, Slovenija pogledajte Meje (Cirkulane, Slovenija).
Meje su splitski gradski kotar smješten uz more od Matejuške na zapad, podno južne padine brda Marjan. Na području kotara, živi nešto više od 4.000 stanovnika.
Područje kotara pokriva i poluotok Sustipan na kojem se nekoć nalazio drevni samostan sv. Stjepana pod borovima, a kasnije staro gradsko groblje i župna crkva sv. Stjepana Prvomučenika. Uz more nalazi se park Zvončac, te slikovite plaže Kaštelet, Kašjuni i Ježinac.
Od kulturnih i znanstvenih ustanova ističu se Muzej hrvatskih arheoloških spomenika, Galerija Ivana Meštrovića, Institut za oceanografiju i ribarstvo i Mediteranski institut za istraživanje života. 

## U sastavu
U sastavu gradskog kotara Meja, osim Meja pripadaju: Zvončac i Bene

## Obrazovanje
- Osnovna škola Meje

## Unutarnje poveznice
- Kulturno-povijesna cjelina priobalnog pojasa gradskog predjela Meja, zaštićeno kulturno dobro